# Franz Pfitscher
Franz Pfitscher (* 3. Oktober 1930 in Taormina; † 26. Februar 2009) war ein österreichischer Boxer und Olympiateilnehmer von 1952. Er ist der Vater des Boxers Robert Pfitscher, der an den Olympischen Spielen 1980 teilnahm.
Franz Pfitscher wurde 1952, 1953 und 1955 Österreichischer Meister im Halbschwergewicht, sowie 1958 Österreichischer Meister im Schwergewicht. 1952 nahm er an den 15. Olympischen Spielen in Helsinki teil, wo er im Achtelfinale gegen den Polen Tadeusz Grzelak nach Punkten verlor und somit den 9. Rang erreichte.